# Kleur (Snelle)
"Kleur" is een nummer van de Nederlandse zanger Snelle. Het nummer verscheen op zijn album Lars uit 2021. Op 5 juni 2020 werd het nummer al uitgebracht als de tweede single van het album.

## Achtergrond
"Kleur" is geschreven door Arno Krabman, Daan Ligtvoet en Snelle en geproduceerd door Krabman en Donda Nisha. In het nummer bezingt Snelle de steden Amsterdam, Utrecht en Rotterdam. Volgens hem kan echter alleen zijn vriendin de stad doen opleven. Het nummer werd een grote hit. Zo bereikte het de zevende plaats in de Nederlandse Top 40 en de vierde plaats in de Single Top 100. Ook in Vlaanderen werd plaats 32 in de Ultratop 50 gehaald.
De videoclip van "Kleur" is gemaakt in de stijl van een documentaire. Snelle vertelde hierover: "In de clip komen er drie koppels aan bod van een verschillende leeftijd. Het leuke is dat de mannen hun partners verrassen met een eigenhandig geschreven liefdesbrief. Hun geliefde geeft kleur aan de steden die - door corona - soms wat grauw en grijs aanvoelen." Radio-dj Joost Swinkels is een van de mannen die in de clip te zien is.

## Hitnoteringen

### Nederlandse Top 40
| Hitnotering: 13-06-2020 t/m 19-09-2020 | Hitnotering: 13-06-2020 t/m 19-09-2020 | Hitnotering: 13-06-2020 t/m 19-09-2020 | Hitnotering: 13-06-2020 t/m 19-09-2020 | Hitnotering: 13-06-2020 t/m 19-09-2020 | Hitnotering: 13-06-2020 t/m 19-09-2020 | Hitnotering: 13-06-2020 t/m 19-09-2020 | Hitnotering: 13-06-2020 t/m 19-09-2020 | Hitnotering: 13-06-2020 t/m 19-09-2020 | Hitnotering: 13-06-2020 t/m 19-09-2020 | Hitnotering: 13-06-2020 t/m 19-09-2020 | Hitnotering: 13-06-2020 t/m 19-09-2020 | Hitnotering: 13-06-2020 t/m 19-09-2020 | Hitnotering: 13-06-2020 t/m 19-09-2020 | Hitnotering: 13-06-2020 t/m 19-09-2020 | Hitnotering: 13-06-2020 t/m 19-09-2020 | Hitnotering: 13-06-2020 t/m 19-09-2020 |
| Week                                   | 1                                      | 2                                      | 3                                      | 4                                      | 5                                      | 6                                      | 7                                      | 8                                      | 9                                      | 10                                     | 11                                     | 12                                     | 13                                     | 14                                     | 15                                     |                                        |
| -------------------------------------- | -------------------------------------- | -------------------------------------- | -------------------------------------- | -------------------------------------- | -------------------------------------- | -------------------------------------- | -------------------------------------- | -------------------------------------- | -------------------------------------- | -------------------------------------- | -------------------------------------- | -------------------------------------- | -------------------------------------- | -------------------------------------- | -------------------------------------- | -------------------------------------- |
| Nummer                                 | 24                                     | 12                                     | 7                                      | 8                                      | 11                                     | 11                                     | 16                                     | 19                                     | 17                                     | 12                                     | 12                                     | 11                                     | 19                                     | 30                                     | 34                                     | uit                                    |

### Single Top 100
| Hitnotering week 1 t/m 27: 13-06-2020 t/m 12-12-2020 Hitnotering week 28 t/m 31: 09-01-2021 t/m 30-01-2021 Hitnotering week 32: 27-03-2021 Hitnotering week 33 t/m 36: 24-04-2021 t/m 15-05-2021 | Hitnotering week 1 t/m 27: 13-06-2020 t/m 12-12-2020 Hitnotering week 28 t/m 31: 09-01-2021 t/m 30-01-2021 Hitnotering week 32: 27-03-2021 Hitnotering week 33 t/m 36: 24-04-2021 t/m 15-05-2021 | Hitnotering week 1 t/m 27: 13-06-2020 t/m 12-12-2020 Hitnotering week 28 t/m 31: 09-01-2021 t/m 30-01-2021 Hitnotering week 32: 27-03-2021 Hitnotering week 33 t/m 36: 24-04-2021 t/m 15-05-2021 | Hitnotering week 1 t/m 27: 13-06-2020 t/m 12-12-2020 Hitnotering week 28 t/m 31: 09-01-2021 t/m 30-01-2021 Hitnotering week 32: 27-03-2021 Hitnotering week 33 t/m 36: 24-04-2021 t/m 15-05-2021 | Hitnotering week 1 t/m 27: 13-06-2020 t/m 12-12-2020 Hitnotering week 28 t/m 31: 09-01-2021 t/m 30-01-2021 Hitnotering week 32: 27-03-2021 Hitnotering week 33 t/m 36: 24-04-2021 t/m 15-05-2021 | Hitnotering week 1 t/m 27: 13-06-2020 t/m 12-12-2020 Hitnotering week 28 t/m 31: 09-01-2021 t/m 30-01-2021 Hitnotering week 32: 27-03-2021 Hitnotering week 33 t/m 36: 24-04-2021 t/m 15-05-2021 | Hitnotering week 1 t/m 27: 13-06-2020 t/m 12-12-2020 Hitnotering week 28 t/m 31: 09-01-2021 t/m 30-01-2021 Hitnotering week 32: 27-03-2021 Hitnotering week 33 t/m 36: 24-04-2021 t/m 15-05-2021 | Hitnotering week 1 t/m 27: 13-06-2020 t/m 12-12-2020 Hitnotering week 28 t/m 31: 09-01-2021 t/m 30-01-2021 Hitnotering week 32: 27-03-2021 Hitnotering week 33 t/m 36: 24-04-2021 t/m 15-05-2021 | Hitnotering week 1 t/m 27: 13-06-2020 t/m 12-12-2020 Hitnotering week 28 t/m 31: 09-01-2021 t/m 30-01-2021 Hitnotering week 32: 27-03-2021 Hitnotering week 33 t/m 36: 24-04-2021 t/m 15-05-2021 | Hitnotering week 1 t/m 27: 13-06-2020 t/m 12-12-2020 Hitnotering week 28 t/m 31: 09-01-2021 t/m 30-01-2021 Hitnotering week 32: 27-03-2021 Hitnotering week 33 t/m 36: 24-04-2021 t/m 15-05-2021 | Hitnotering week 1 t/m 27: 13-06-2020 t/m 12-12-2020 Hitnotering week 28 t/m 31: 09-01-2021 t/m 30-01-2021 Hitnotering week 32: 27-03-2021 Hitnotering week 33 t/m 36: 24-04-2021 t/m 15-05-2021 | Hitnotering week 1 t/m 27: 13-06-2020 t/m 12-12-2020 Hitnotering week 28 t/m 31: 09-01-2021 t/m 30-01-2021 Hitnotering week 32: 27-03-2021 Hitnotering week 33 t/m 36: 24-04-2021 t/m 15-05-2021 | Hitnotering week 1 t/m 27: 13-06-2020 t/m 12-12-2020 Hitnotering week 28 t/m 31: 09-01-2021 t/m 30-01-2021 Hitnotering week 32: 27-03-2021 Hitnotering week 33 t/m 36: 24-04-2021 t/m 15-05-2021 | Hitnotering week 1 t/m 27: 13-06-2020 t/m 12-12-2020 Hitnotering week 28 t/m 31: 09-01-2021 t/m 30-01-2021 Hitnotering week 32: 27-03-2021 Hitnotering week 33 t/m 36: 24-04-2021 t/m 15-05-2021 | Hitnotering week 1 t/m 27: 13-06-2020 t/m 12-12-2020 Hitnotering week 28 t/m 31: 09-01-2021 t/m 30-01-2021 Hitnotering week 32: 27-03-2021 Hitnotering week 33 t/m 36: 24-04-2021 t/m 15-05-2021 | Hitnotering week 1 t/m 27: 13-06-2020 t/m 12-12-2020 Hitnotering week 28 t/m 31: 09-01-2021 t/m 30-01-2021 Hitnotering week 32: 27-03-2021 Hitnotering week 33 t/m 36: 24-04-2021 t/m 15-05-2021 | Hitnotering week 1 t/m 27: 13-06-2020 t/m 12-12-2020 Hitnotering week 28 t/m 31: 09-01-2021 t/m 30-01-2021 Hitnotering week 32: 27-03-2021 Hitnotering week 33 t/m 36: 24-04-2021 t/m 15-05-2021 | Hitnotering week 1 t/m 27: 13-06-2020 t/m 12-12-2020 Hitnotering week 28 t/m 31: 09-01-2021 t/m 30-01-2021 Hitnotering week 32: 27-03-2021 Hitnotering week 33 t/m 36: 24-04-2021 t/m 15-05-2021 | Hitnotering week 1 t/m 27: 13-06-2020 t/m 12-12-2020 Hitnotering week 28 t/m 31: 09-01-2021 t/m 30-01-2021 Hitnotering week 32: 27-03-2021 Hitnotering week 33 t/m 36: 24-04-2021 t/m 15-05-2021 | Hitnotering week 1 t/m 27: 13-06-2020 t/m 12-12-2020 Hitnotering week 28 t/m 31: 09-01-2021 t/m 30-01-2021 Hitnotering week 32: 27-03-2021 Hitnotering week 33 t/m 36: 24-04-2021 t/m 15-05-2021 | Hitnotering week 1 t/m 27: 13-06-2020 t/m 12-12-2020 Hitnotering week 28 t/m 31: 09-01-2021 t/m 30-01-2021 Hitnotering week 32: 27-03-2021 Hitnotering week 33 t/m 36: 24-04-2021 t/m 15-05-2021 |
| Week | 1 | 2 | 3 | 4 | 5 | 6 | 7 | 8 | 9 | 10 | 11 | 12 | 13 | 14 | 15 | 16 | 17 | 18 | 19 | 20 |
| --- | --- | --- | --- | --- | --- | --- | --- | --- | --- | --- | --- | --- | --- | --- | --- | --- | --- | --- | --- | --- |
| Nummer | 4 | 10 | 9 | 12 | 13 | 14 | 16 | 12 | 16 | 21 | 20 | 19 | 26 | 27 | 31 | 35 | 42 | 47 | 46 | 45 |
| Week | 21 | 22 | 23 | 24 | 25 | 26 | 27 | | 28 | 29 | 30 | 31 | | 32 | | 33 | 34 | 35 | 36 | |
| Nummer | 69 | 78 | 58 | 69 | 84 | 87 | 97 | uit | 91 | 94 | 99 | 95 | uit | 87 | uit | 66 | 76 | 80 | 92 | uit |

### NPO Radio 2 Top 2000
Kleur stond alleen in 2021 in de NPO Radio 2 Top 2000, op plek 1625.